# Milonidas

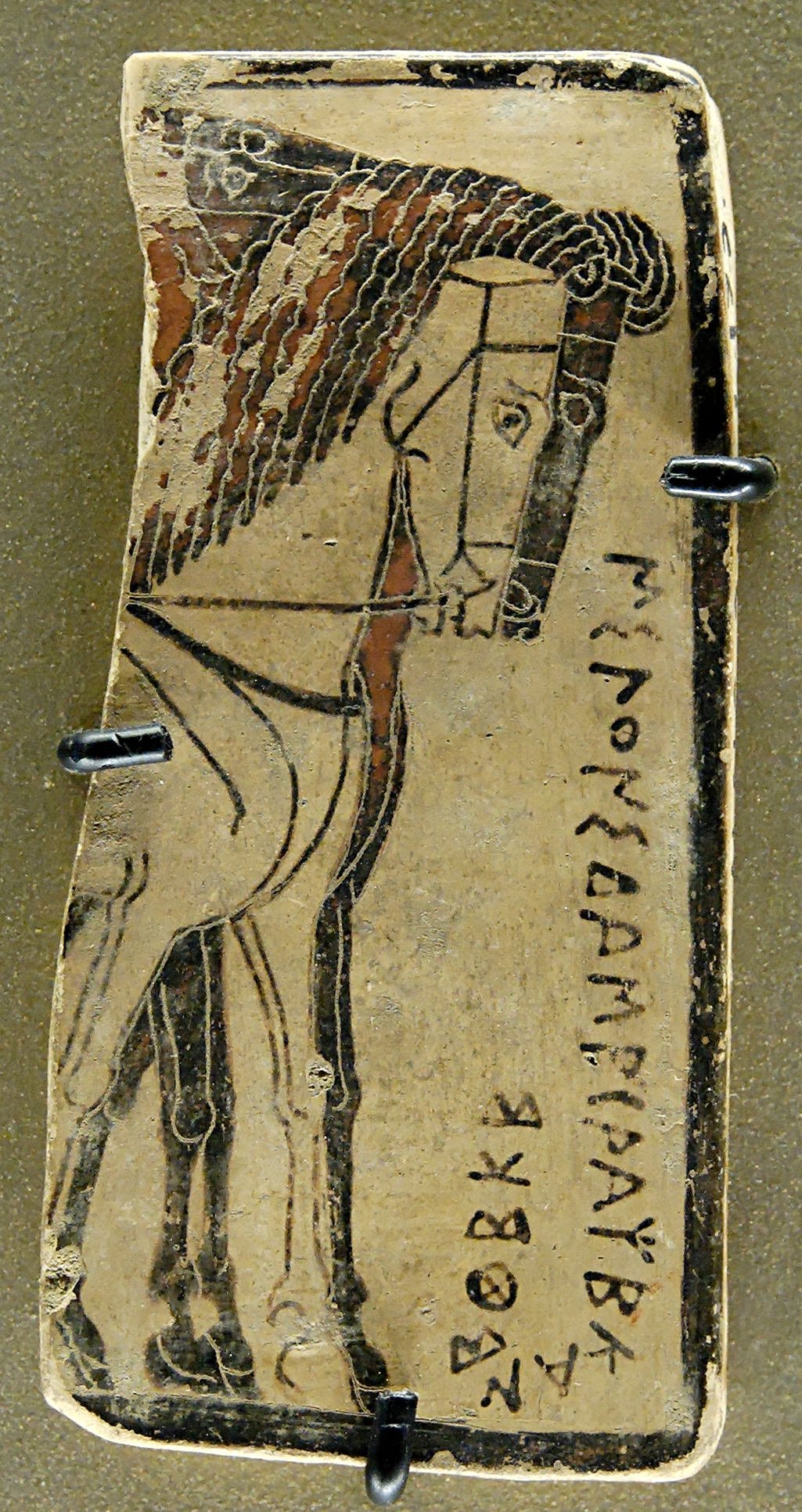
Der vordere Teil des Pinax mit der Inschrift, Paris, Louvre MNC 212

Milonidas war ein antiker griechischer Vasenmaler, der seine Werke im korinthisch-schwarzfigurigen Stil verzierte. Er arbeitete während der spätkorinthischen Phase (etwa 575 bis 550 v. Chr.), seine Werke werden etwa um das Jahr 550 v. Chr. oder zwischen 575 und 550 v. Chr. datiert.
Milonidas ist nur durch einen kleinen Pinax aus Penteskouphia bei Korinth bekannt. Einer der beiden Fragmente der Votivtafel befindet sich heute in der Antikensammlung Berlin, das andere mit der Signatur im Pariser Louvre. Zu sehen ist der vordere Teil eines Viergespannes, das wohl analog zu anderen Pinakes vom selben Fundort Poseidon und Amphitrite zog. Die Inschrift weist Milonidas sowohl als Maler als auch als Weihenden aus.
Er ist neben Chares und Timonidas der einzige durch seine Signatur namentlich bekannte korinthische Vasenmaler.